# Ніко Лекішвілі
Лекішвілі Ніколоз (Ніко) Михайлович (груз. ნიკო ლეკიშვილი; 20 квітня 1947, Тбілісі, Грузинська РСР, СРСР — 3 січня 2025) — грузинський політичний діяч, перший Державний міністр Грузії, депутат Парламенту.

## Життєпис
Народився 20 квітня 1947 року у Тбілісі. 1971 закінчив Грузинський політехнічний інститут. Ще рік після випуску працював в інституті.
У 1972–1977 роках обіймав різні посади у Тбіліському міському комітеті комсомолу. У 1977–1990 роках перебував на партійній роботі. Був другим, а потім і першим секретарем Тбіліського міськкому партії (1989-1990).

### Політична кар'єра
У 1990 році Лекішвілі був обраний головою міськвиконкому Тбілісі, а в 1990–1991 роках був депутатом Верховної Ради Грузії. З січня по листопад 1992 року він був державним радником Кабінету міністрів Грузії. Потім був обраний депутатом Парламенту Грузії на парламентських виборах 1992 року і був депутатом до листопада 1995 року. З вересня по жовтень 1993 року був представником прем'єр-міністра Грузії. У жовтні 1993 року був призначений мером Тбілісі, обіймав пост мера грузинської столиці (1993–1995).  
8 грудня 1995 року президент Едуард Шеварднадзе призначив його прем'єр-міністром Грузії.  В результаті критики з боку уряду щодо економічної політики та питання Абхазії, Лекішвілі подав у відставку 26 липня 1998 року. Потім Лекішвілі був переобраний до парламенту і був членом Комітету з питань регіональної політики та місцевого самоврядування. 
З 1999 року він був лідером коаліції більшості в парламенті та одним з лідерів «Союзу громадян Грузії» . До кінця 2004 року він очолював парламентський комітет з питань економічної політики. Після Революції троянд у 2004 році Лекішвілі залишив парламент .
2019 року йому було присвоєно звання Почесного громадянина Тбілісі.